# 日下純
日下 純（くさか じゅん、1982年4月7日 - ）は、アクロスエンタテインメント所属のフリーアナウンサー、パーソナリティ
妻は元静岡エフエム放送 (K-mix) アナウンサーの廣木弓子。

## 経歴
- 横浜国立大学教育人間科学部マルチメディア文化課程卒業後、2005年にエフエム山形に入社。
- 2011年4月、静岡エフエム放送へ移籍。
- 2019年3月をもって静岡エフエム放送を退社。
- 2019年7月からアクロスエンタテインメント所属。
- 2025年4月からウェザーマップ所属（気象予報士）

## 過去の担当番組

### FM山形時代
- 「Voice to R」水・木曜 16:00-19:00
- 「Half Time Cruise」火曜 11:30-11:55
- 「SAVE THE EARTH～守ろう地球環境」金曜 11:45-11:50
- 「Monthly Hot Play」

### K-MIX時代
- K-MIX Brand-new Junction 月-木曜担当（2011年4月 - 2013年3月・7:28-9:27）
- K-MIX Studio 9 木曜担当（2012年4月 - 2013年3月・21:00-22:00 ）
- K-mix おひるま協同組合（2013年4月2日 - 2019年3月28日・月-木曜11:30-14:55）